# فهرست میراث فرهنگی ناملموس در سوریه
فهرست میراث ناملموس در سوریه شامل ۶ میراث ناملموس است.
گنجاندن عناصر جدید میراث در فهرست‌های میراث فرهنگی ناملموس توسط کمیته بین‌دولتی برای حفاظت از میراث فرهنگی ناملموس تعیین می‌شود که توسط کنوانسیون تأسیس شده است. این میراث شامل دانش، مهارت‌ها، سنت‌ها، آیین‌ها، زبان‌ها، موسیقی، رقص، هنرهای نمایشی، غذاهای سنتی و دیگر جلوه‌های زنده فرهنگ است. هدف از حفاظت این میراث، حفظ تنوع فرهنگی و هویت‌های بومی در برابر تغییرات جهانی است.
سوریه این کنوانسیون را در ۱۱ مارس ۲۰۰۵ امضا کرد.

## فهرست
| نام                                         | تصویر                                                            | سال  | شماره | توضیحات |
| ------------------------------------------- | ---------------------------------------------------------------- | ---- | ----- | --- |
| شیوه‌ها و هنرهای مرتبط با گل محمدی در المراح |                                                                  | ۲۰۱۹ | 01369 | شیوه‌ها و هنرهای مرتبط با گل محمدی توسط کشاورزان و خانواده‌ها در قلدون المراح. |
| القدود الحلبیة                              | گروهی از موسیقی‌دانان سوری از حلب.                                | ۲۰۲۱ | 01578 | القدود الحلبیة یک نوع موسیقی سوری است که اشعار آن به عربی کلاسیک و بر اساس اندلس (اسلامی)، به‌ویژه در قالب تواشیح، همراه با لحن‌های مذهبی قدیمی که عمدتاً توسط موسیقی‌دانان حلبی جمع‌آوری شده‌اند، اجرا می‌شود. |
| بازداری، میراث زنده انسانی +                | یک سعودی، پوشیده از لباس بدوی سوری، یک باز شکاری را در دست دارد. | ۲۰۲۱ | 01708 | منشأ بازداری به استفاده از پرندگان شکاری برای شکار بازمی‌گردد، اما با گذشت زمان این سنت به بخشی از میراث فرهنگی مردم تبدیل شده است.                                                                       |
| ساخت و نواختن عود (ساز) +                   | موسیقی‌دانان سوری در حلب با عود، حدود ۱۹۱۵.                       | ۲۰۲۲ | 01867 | عود یک نوع ساز لوت (ساز) با گردن کوتاه و بدون پرده است که در دسته سازهای زهی قرار می‌گیرد. |
| هنر ساخت صابون حلب                          | صابون حلب.                                                       | ۲۰۲۴ | 02132 | صابون غار یک صابون سخت دست‌ساز است که با شهر حلب ارتباط دارد. |

## یادداشت
1. ↑  اشتراک با اتریش، بلژیک، کرواسی، چک، فرانسه، آلمان، مجارستان، ایرلند، ایتالیا، قزاقستان، قرقیزستان، مغولستان، مراکش، هلند، پاکستان، لهستان، پرتغال، قطر، اسلوواکی، عربستان سعودی، کره جنوبی، اسپانیا و امارات متحده عربی.
2. ↑  اشتراک با ایران.